# Chioselia Mare
Chioselia Mare è un comune della Moldavia situato nel distretto di Cahul di 1.604 abitanti al censimento del 2004.

## Località
Il comune è formato dall'insieme delle seguenti località: (popolazione 2004)
- Chioselia Mare (745 abitanti)
- Frumuşica (859 abitanti)